# Esperanza del corazón
Esperanza del corazón, est une télénovela mexicaine diffusée en 2011 - 2012 par Canal de las Estrellas.

## Distribution
- Lucía Méndez : Lucrecia Dávila viuda de Duprís / Leticia
- Bianca Marroquín : Ángela Landa de Duprís
- Patricio Borghetti : Mariano Duarte (†)
- Marisol del Olmo : Lorenza Duprís Dávila de Cabral
- Lisardo : Aldo Cabral (†)
- Agustín Arana : Franco Duprís Dávila
- Tania Vázquez : Camila Moreno (†)
- Yessica Salazar : Regina Ferreira (†)
- Mane de la Parra : Alexis Duarte Moreno
- Thelma Madrigal : Monikita Landa
- Carmen Aub : Krista Cabral Duprís
- Alejandra Ávalos : Gladys Guzmán
- Fernando Allende : Orlando Duarte
- Ilithya Manzanilla : Cassandra
- Manola Diez : Paulina
- Juan Carlos Barreto : Silvestre Figueroa
- Julissa : Greta Lascuraín Rivadeneyra
- Emmanuel Orenday : Brandon Antonio Figueroa Guzmán
- Mariana Botas : Britanny "Britney" Figueroa Guzmán
- Samadhi Zendejas : Abril Figueroa Guzmán / Abril Figueroa Duprís
- Alejandro Speitzer : Diego Duprís Landa
- Sofía Castro : Eglantina
- Marco de Paula : Leonardo (†)
- Gabriela Zamora : Rubí
- Lilia Aragón : "La Tocha"
- Karyme Hernández : Alma "Almita" Duprís Landa
- Gloria Aura : Thalía
- Fernanda Arozqueta : Alejandra (†)
- Laureano Brizuela : Laureano
- Carlos Speitzer : Salvador Sánchez "Picochulo"
- Jesús Zavala : Hugo Martínez "Wampi"
- Bárbara Torres : Bobbie
- Rodrigo Llamas : "Muñe"
- Sandra Saldarriaga : Silvana
- Palmira Loché : Macarena
- Juan Carlos Colombo : Orvañanos
- Santiago Torres Jaime : Billy Duarte Moreno
- Sussan Taunton : Mère de Eglantina

## Diffusion internationale
- Canal de las Estrellas (Mexique)
- Amérique latine - Canal de las Estrellas (Amérique latine)
- Europe - Canal de las Estrellas (Europe)
- Telemicro
- Univisión
- Telemetro
- Telefutura
- Canal RCN
- Gama TV
- América Televisión
- Red Uno
- Repretel

## Versions
- Esperanza del corazón, est une fusion de deux télénovelas mexicaines Agujetas de color de rosa (1994 - 1995) et Confidente de secundaria (1996), tous deux produits par Luis de Llano Macedo.

## Prix et distinctions

### Premios TVyNovelas 2012
| Catégorie                     | Nomination         | Résultat |
| ----------------------------- | ------------------ | -------- |
| Meilleure première actrice    | Lucía Méndez       | Nommée   |
| Meilleur acteur antagonique   | Lisardo            | Nommé    |
| Meilleur premier acteur       | Fernando Allende   | Nommé    |
| Meilleure actrice co-star     | Marisol del Olmo   | Gagnante |
| Meilleure actrice ados        | Thelma Madrigal    | Nommée   |
| Meilleur acteur ados          | Alejandro Speitzer | Nommé    |
| Meilleur révélation féminine  | Carmen Aub         | Nommée   |
| Meilleur révélation masculine | Mané de la Parra   | Nommé    |

### Sources
- (es) Cet article est partiellement ou en totalité issu de l’article de Wikipédia en espagnol intitulé « Esperanza del corazón » (voir la liste des auteurs).